# Maximiliaan van Schaumburg-Lippe

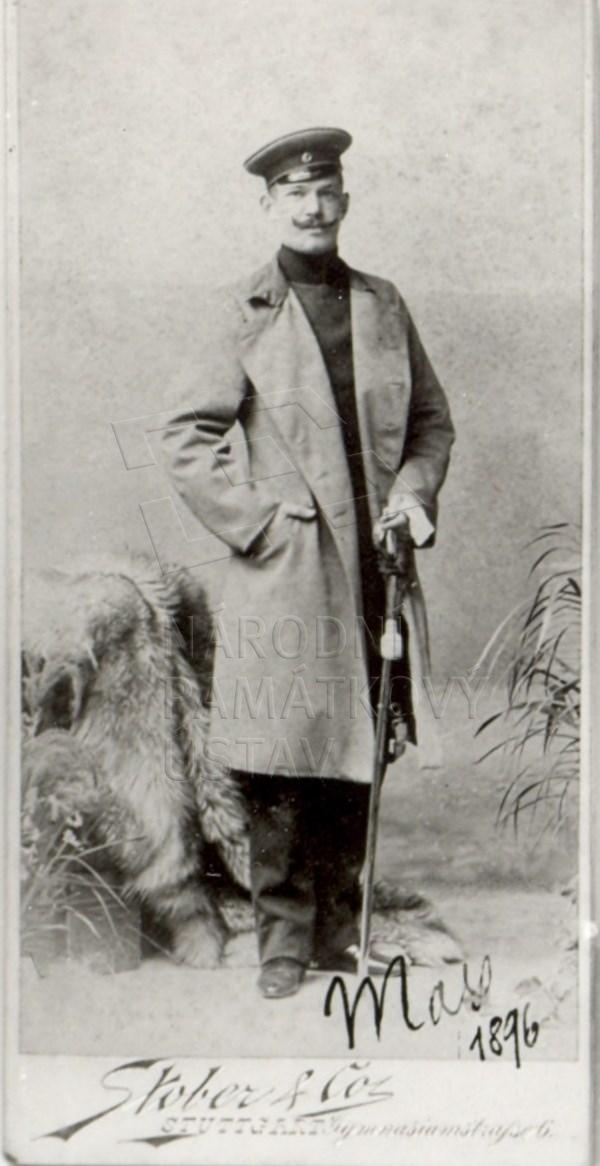
Maximiliaan van Schaumburg-Lippe

Maximiliaan van Schaumburg-Lippe (Racibórz, 13 maart 1871 - Opatija, 1 april 1904) was een prins van Huis Schaumburg-Lippe. 
Hij was het vijfde kind en de vierde zoon van prins Willem Karel van Schaumburg-Lippe en prinses Bathildis van Anhalt-Dessau. Zijn oudste zus Charlotte was als echtgenote van Willem II van Württemberg de laatste koningin van Württemberg. Zijn jongere zuster Bathildis trouwde met Frederik Adolf Herman van Waldeck-Pyrmont, een jongere broer van de Nederlandse koningin Emma van Waldeck-Pyrmont, en de moeder van de Waldeckse nazi-prins Jozias. 
Zelf trouwde Maximiliaan met Olga van Württemberg, een dochter van hertog Eugenius en grootvorstin Vera Konstantinova van Rusland. Haar oudere tweelingzuster Elsa was vier jaar eerder in het huwelijk getreden met zijn oudere broer Albrecht. Het paar kreeg de volgende kinderen:
- Eugenius (1899-1929)
- Albrecht (1900-1984)
- Bernhard (1902-1903)[1]